# Vojtěch Rakous
Vojtěch Rakous (geboren 8. Dezember 1862 in Starý Brázdim, Kaisertum Österreich als Adalbert Östreicher (Österreicher); gestorben 8. August 1935 in Prag) war ein tschechischer Schriftsteller.

## Leben
Adalbert Östreicher war Sohn des jüdischen Häuslers Salamon Österreicher und der Barbara Polláková. Er besuchte die Jeschiwa in Brázdim. Er war zunächst Hausierer in Mratin (Okres Praha-východ) und handelte auch mit Schriften. Um 1895 wurde er Teilhaber eines Schuhgeschäftes in Libeň, das 1898 nach Prag eingemeindet wurde, und heiratete Emilia Neumannova.
Er wurde ein Anhänger der Assimilation der in Böhmen lebenden Juden an das tschechische Milieu und tschechisierte seinen Namen in Vojtěch Rakous. 1885 brachte ihn der Journalist Jan Herben mit Karel Fischer zusammen, dem Herausgeber des Českožidovský kalendářuzum. Er schrieb Erzählungen und Feuilletons, die er unter dem Namen Vojtěch Rakous unter anderem in den Zeitschriften „Paleček“, „Naše hlasy“, „Národní listy“, „Českožidovské listy“, „Českožidovský kalendář“, „Rozvoj“, „Hlas národa“, „Besedy Času“ und „Tribuna“ veröffentlichte. Er schrieb über das Zusammenleben der Dorfjuden in Mittelböhmen.
Einen Teil seiner Erzählungen konnte er in wiederholt aufgelegten und erweiterten Sammelbänden veröffentlichen, ein Großteil harrt der Erschließung und Neuveröffentlichung.

## Werke (Auswahl)
- Doma, Prag : L. Ballenbergr, 1897 (Daheim)
- Na rozcestí. Praze: Svazu Česk. Pokrokových Židu, 1914
  - An der Wegscheide. Übers. Emil Saudek. Tribuna, Prag 1922; wieder in Jüdische Erzählungen aus Prag. Bibliotheca Bohemica, 9. Hg. Christian Grüny. Vitalis, Prag 1997, S. 105–126
- Vojkovičtí a přespolní (Die Wojkowitzer und die Auswärtigen), 1910, Neuausg., 3 Bände, 1923–1925
- Modche a Rézi : Cyklus obrázků ze života venkovských židů. Obelisk, Prag 1926
  - Die Geschichten von Modche und Resi und anderen lieben Leuten. 2 Bde. Übers. Emil Saudek. Tribuna, Prag 1922
- Výbor ze spisu̇. Obelisk, Prag ohne Jahr (Ausgewählte Werke)
- Oskar Donath (Hrsg.): Böhmische Dorfjuden. Mit Proben aus den Werken von Leopold Kompert, Vojtěch Rakous, Th. G. Masaryk, Alois Mrštík, Karl Klostermann, Emil Vachek, Jan Vrba. Buchschmuck Gustav Böhm. Kral., Brünn 1926